# Ghioroc
Ghioroc is een Roemeense gemeente in het district Arad.
Ghioroc telt 4216 inwoners. In het hoofddorp vormen de Hongaren met 600 van de 1600 inwoners een belangrijke groep van de bevolking.

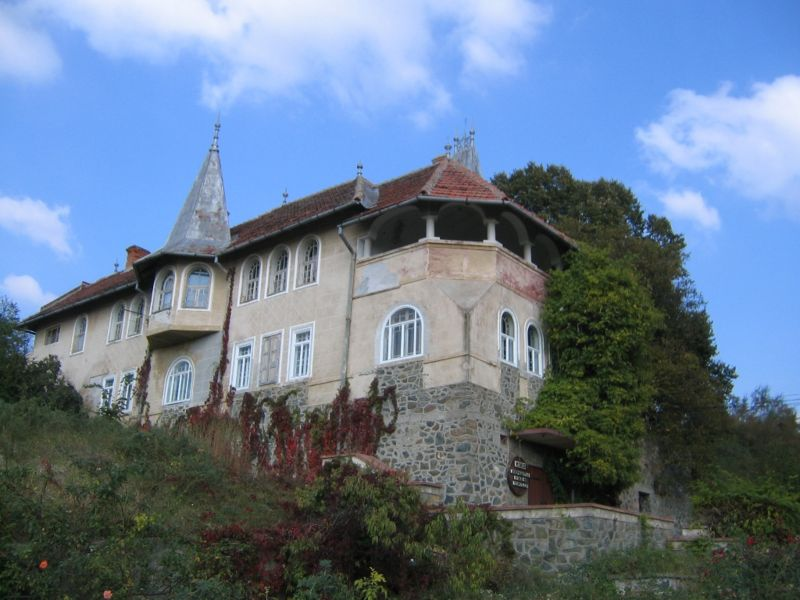
Frumușeni